# 心の演歌
「心の演歌」（こころのうた）は、1983年にリリースされた春日八郎のアルバム。第1面にはオリジナルの新曲が、第2面にはカバー曲が収録されている。全12曲が収録されており、こういった形では本人最後のオリジナルアルバムである。
ギター演奏は木村好夫。

## 収録曲

### 第1面
1. 港宿
  - 作詞:香川香／作曲:弦哲也／編曲:山田年秋
2. 男心の0番地
  - 作詞:香川香／作曲:弦哲也／編曲:山田年秋
3. 海の蝶
  - 作詞:たなかゆきを／作曲:渡部実／編曲:山田年秋
4. ふたり道
  - 作詞:木下龍太郎／作曲・編曲:山田年秋
5. 倖せになるんだぜ
  - 作詞:塩原洸／作曲:原田忠司／編曲:山田年秋
6. おんな見聞録
  - 作詞:一色弘子／作曲:渡部実／編曲:山田年秋

### 第2面
1. さざんかの宿（オリジナル歌手:大川栄策）
  - 作詞:吉岡治／作曲:市川昭介／編曲:竹村次郎
2. 矢切の渡し（デュエット:藤野とし恵）
  - 作詞:石本美由起／作曲・編曲:船村徹
3. 越前岬（オリジナル歌手:川中美幸）
  - 作詞:吉岡治／作曲:岸本健介／編曲:斉藤恒夫
4. 函館本線（オリジナル歌手:山川豊）
  - 作詞:たきのえいじ／作曲:駒田良昭／編曲:前田良明
5. なみだ坂（オリジナル歌手:村田英雄）
  - 作詞:松本礼児／作曲:むらさき幸／編曲:小杉仁三
6. 人生くれないに（オリジナル歌手:杉良太郎）
  - 作詞:もず唱平／作曲:弦哲也／編曲:斉藤恒夫